# Claustro Giudecca
Claustro Giudecca è uno dei claustri della città di Altamura, situato nel quartiere che nel Medioevo era abitato dagli ebrei.

## Origine e aspetti architettonici
Claustro Giudecca sorgeva nel quartiere ebraico, abitato nel Medioevo dagli ebrei, uno dei tre gruppi etnici che insieme a greci e latini popolavano la città, ed è caratterizzato dall'avere la forma in pianta di un candelabro. Lo studioso Cesare Colafemmina ha ipotizzato che tale claustro risalga al periodo aragonese, come per tante altre "giudecche" sorte in quel periodo nel regno di Napoli in seguito alle migrazioni di ebrei da Germania, Francia e Spagna.
I claustri sono una sorta di spiazzo, tipico del centro storico della città di Altamura, destinato alla convivenza di gruppi omogenei.
Caratteristica di claustro Giudecca è anche quella di avere, al suo ingresso, una cariatide che, secondo la tradizione popolare altamurana, si chiamerebbe "Sinagoga, la padrona del claustro". Tale cariatide potrebbe essere risultante dalla demolizione di una sinagoga e sarebbe stata posizionata al suo ingresso come ricordo o con funzione apotropaica oppure, più verosimilmente, sarebbe un semplice elemento architettonico (e probabilmente neanche attinente alla cultura ebraica) che è stato attribuito in seguito a una presunta sinagoga preesistente da qualche erudito locale.